# Hookeria minarum
Hookeria minarum là một loài Rêu trong họ Hookeriaceae. Loài này được Ångström mô tả khoa học đầu tiên năm 1876.